# Aleta Baun

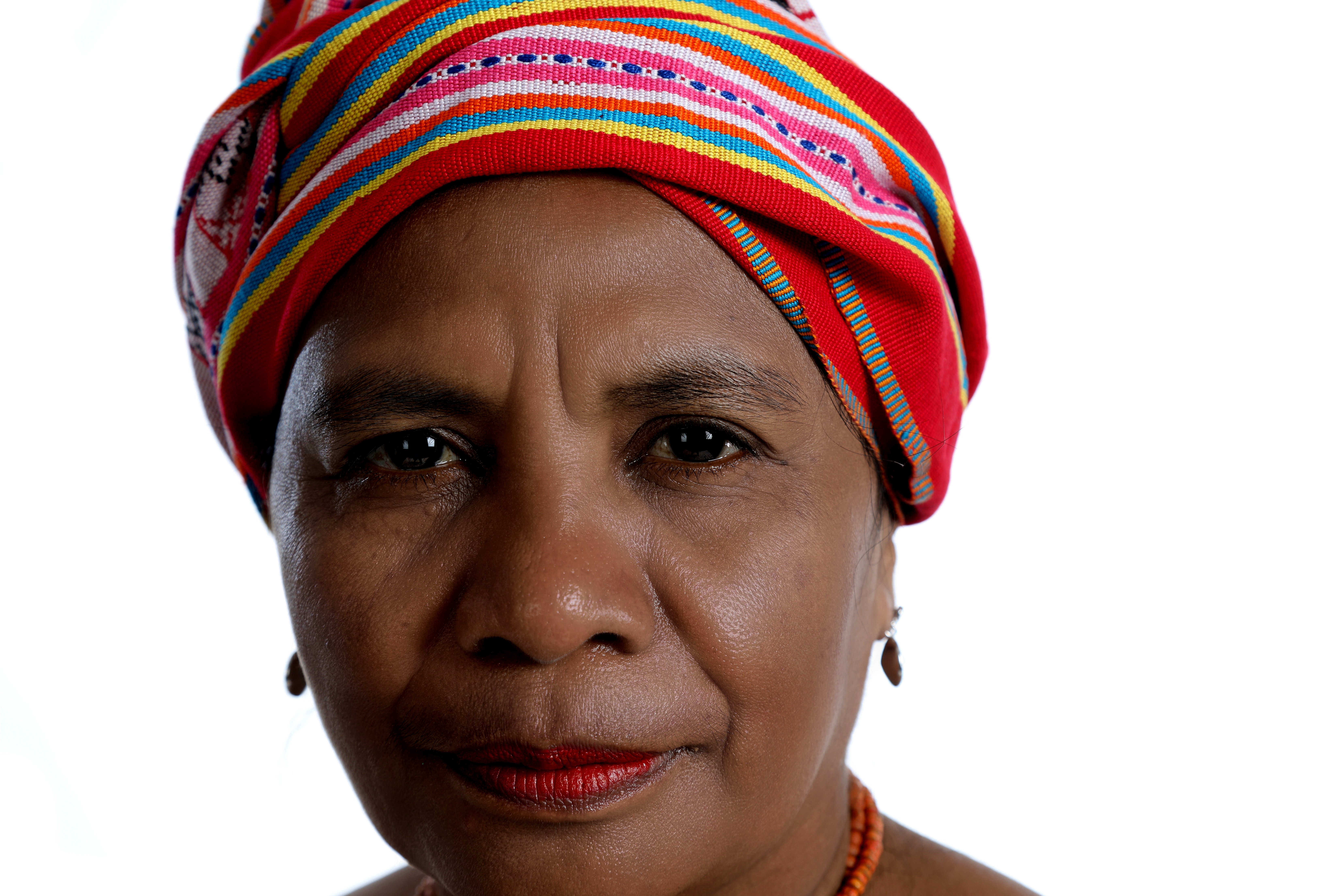
Aleta Baun (2017)

Aleta Baun, genannt Mama Aleta, ist eine indonesische Umweltschützerin und Bürgerrechtlerin.

## Leben
Aleta Baun wurde in einer Bauernfamilie geboren und stammt aus der Region Molo. Nachdem sie in jungen Jahren ihre Mutter verloren hatte, wurde sie von anderen Frauen und Ältesten im Dorf erzogen, die sie lehrten, die Umwelt als Quelle spiritueller Identität und Existenzgrundlage zu achten. Baun, deren Leben von den Werten dieser Ältesten geprägt war, übernahm auf natürliche Weise eine Führungsrolle in ihrer Gemeinschaft, teilte ihr traditionelles Wissen und wurde schließlich als „Mama Aleta“ bekannt.

## Wirken
Als Bergbauunternehmen begannen, die Wälder zu roden und Marmor von den Bergen auf der Westhälfte der Insel Timor abzubauen, verstand Mama Aleta, dass dies eine Bedrohung für die Rechte und das Überleben der einheimischen Bevölkerung darstellte. Gemeinsam mit drei weiteren Frauen, trat sie fortan die Reise von einem abgelegenen Dorf zum nächsten an, um Aufklärungsarbeit zu leisten. Trotz gewaltsamer Einschüchterungsversuche und einem auf sie ausgesetzten Kopfgeld weitete Mama Aleta die Bewegung auf Hunderte von Dorfbewohnern aus. 150 Frauen harrten ein Jahr lang auf den Marmorfelsen des Bergwerks aus und webten in stillem Protest leise ihre traditionellen Stoffe. Angesichts der friedlichen und anhaltenden Präsenz der Dorfbewohner wurde der Marmorabbau für die beteiligten Unternehmen zunehmend untragbar und diese stellten schließlich bis 2010 den Bergbau an allen vier Standorten in Molo ein.
Für ihr Wirken wurde Mama Baun im Jahr 2013 mit dem Goldman Environmental Prize ausgezeichnet.